# Campanularia clytioides
Campanularia clytioides är en nässeldjursart som först beskrevs av Jean Vincent Félix Lamouroux 1824.  Campanularia clytioides ingår i släktet Campanularia och familjen Campanulariidae. Inga underarter finns listade i Catalogue of Life.